# Filip Müller
Filip Müller (3 de enero de 1922, Sered - 9 de noviembre de 2013, Mannheim) fue un sobreviviente del Holocausto en Eslovaquia y Sonderkommando en Auschwitz, el campo de concentración nazi alemán más grande durante la Segunda Guerra Mundial, donde fue testigo del asesinato de decenas de miles de personas.

## Auschwitz

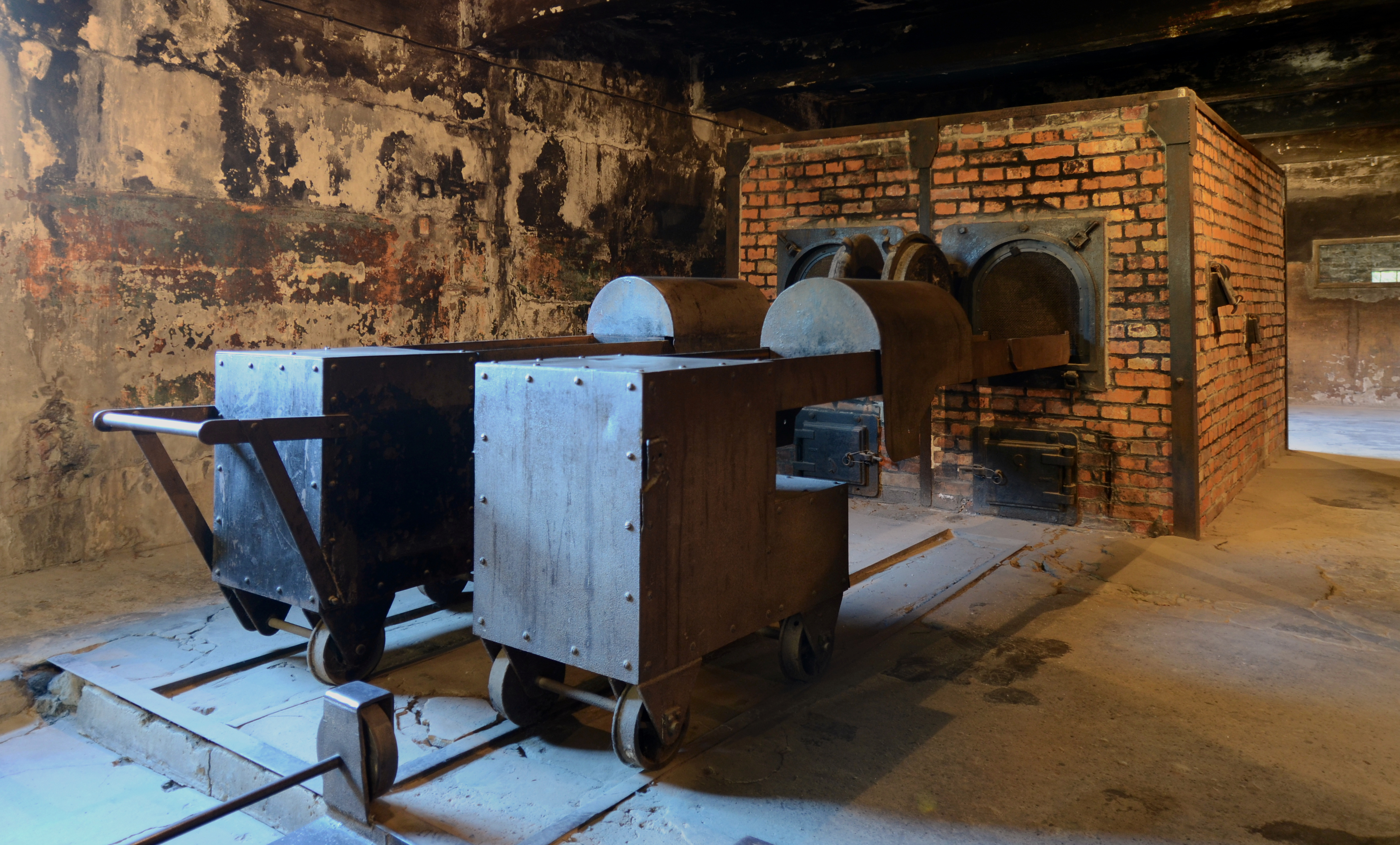
Crematorio en Auschwitz

Luego de la ocupación de Eslovaquia, un gobierno designado por los alemanes, presidido por el sacerdote católico Jozef Tiso, llevó a cabo medidas antisemitas, incluido el decreto para la deportación de judíos por ley constitucional del 15 de marzo de 1942. De marzo a julio de 1942 y de septiembre a octubre de 1942, casi 60.000 judíos fueron deportados, 19 transportes fueron a Auschwitz. El 83 % de la población judía eslovaca fue exterminada,  aunque estimaciones más recientes consideran que el número fue aún mayor. El 13 de abril de 1942, Filip Müller llegó a Auschwitz II con uno de los primeros trenes del Holocausto de judíos eslovacos. De este convoy de 1.000 personas, 10 salieron con vida del campo en 1945. Se le tatuó en el brazo el número de prisionero 29236. Müller fue asignado al Sonderkommando que trabajó en la construcción de crematorios y la instalación de las cámaras de gas.
Una vez que se completaron los crematorios, Müller fue asignado a una unidad de Sonderkommando encargada de operar las instalaciones de exterminio. La ejecución de estas tareas fue la única razón por la que los alemanes lo mantuvieron con vida. La unidad de Müller recibiría a los hombres, mujeres y niños recién llegados en el área de desvestirse justo afuera de las cámaras de gas, en el sótano de los crematorios. Testificó que se les diría a los recién llegados aterrorizados que estaban en un lugar seguro. Una vez que las SS daban la orden, las víctimas desnudas eran conducidas a las cámaras de gas, donde eran gaseadas con cianuro de hidrógeno (Zyklon B).
Después de que las víctimas fueran asesinadas, la unidad de Müller se encargaba de retirar los cuerpos y agruparlos por tamaño y tejido adiposo para facilitar su eliminación en los crematorios. Se recogía y desinfectaba la ropa de las víctimas y se entregaron todos los objetos de valor a las SS. – algunos de los cuales el Sonderkommando se embolsaría con fines de trueque.

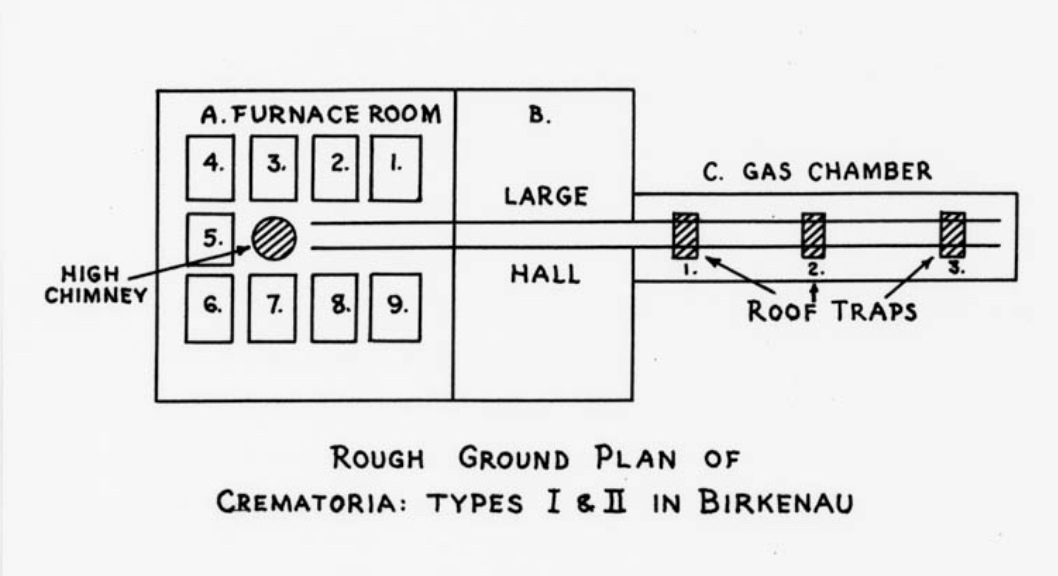
Un boceto del informe que muestra el diseño aproximado de los crematorios.

En abril de 1944, su amigo Alfréd Wetzler logró con Walter Rosenberg (Rudolf Vrba) escapar de Auschwitz. Filip Müller les había dado todo tipo de información (un plano de los crematorios, una valoración del exterminio según lo que podía ver y saber de los convoyes que llegaban a los bloques IV y V). Wetzler y Vrba dictaron un protocolo entre el 25 y el 27 de abril de 1944 en Žilina, Eslovaquia. Oscar Krasniansky del Consejo Judío Eslovaco lo mecanografió y tradujo al alemán. El objetivo del escrito era informar al mundo de lo que sucedía a diario en Auschwitz, para tratar de evitar que continuara la deportación y el exterminio de los judíos. A la publicación de partes del informe en junio de 1944 se le atribuye haber ayudado a persuadir al regente húngaro, Miklós Horthy, para que detuviera la deportación de judíos húngaros a Auschwitz, que había estado ocurriendo a un ritmo de 12.000 por día desde mayo de 1944. 

### Supervivencia
Las unidades de Sonderkommando eran asesinadas periódicamente para erradicar a los testigos, pero Müller logró sobrevivir en Auschwitz durante más de dos años, pero finalmente decidió terminar con su vida uniéndose a un grupo de la primera liquidación del campamento familiar de Theresienstadt dentro de las cámaras de gas. Mientras esperaba su destino, una chica que lo reconoció se le acercó y le dijo:

Entendemos que has elegido morir con nosotros por tu propia voluntad, y hemos venido a decirte que pensamos que tu decisión es inútil: porque no ayuda a nadie[...] Debemos morir, pero aún tienes una oportunidad de salvar tu vida. Tienes que volver al campamento y contarles a todos sobre nuestras últimas horas. Hay que explicarles que deben liberarse de cualquier ilusión. Deberían luchar, eso es mejor que morir aquí sin poder hacer nada. Será más fácil para ellos, ya que no tienen hijos. En cuanto a ti, tal vez sobrevivas a esta terrible tragedia y luego debas contarles a todos lo que te sucedió.

Müller se convenció de que tenía el deber de mantenerse con vida para poder unirse a otros sobrevivientes y convertirse en un testigo viviente de los horrores del Holocausto. Permaneció en Auschwitz hasta enero de 1945, cuando el campo fue evacuado ante la llegada del Ejército Rojo. Müller y con él exactamente otros 99 miembros del Sonderkommando lograron salir de sus barracas, que generalmente estaban custodiadas por separado por las SS, el 18 de enero de 1945, durante los preparativos para la evacuación general del campo de concentración, e incluso lograron unirse a la corriente de decenas de miles de otros prisioneros que marchaban hacia el oeste. Después de una marcha de la muerte en Alemania, fue liberado del subcampo de Gunskirchen en Mauthausen en mayo de 1945.

### Testimonio

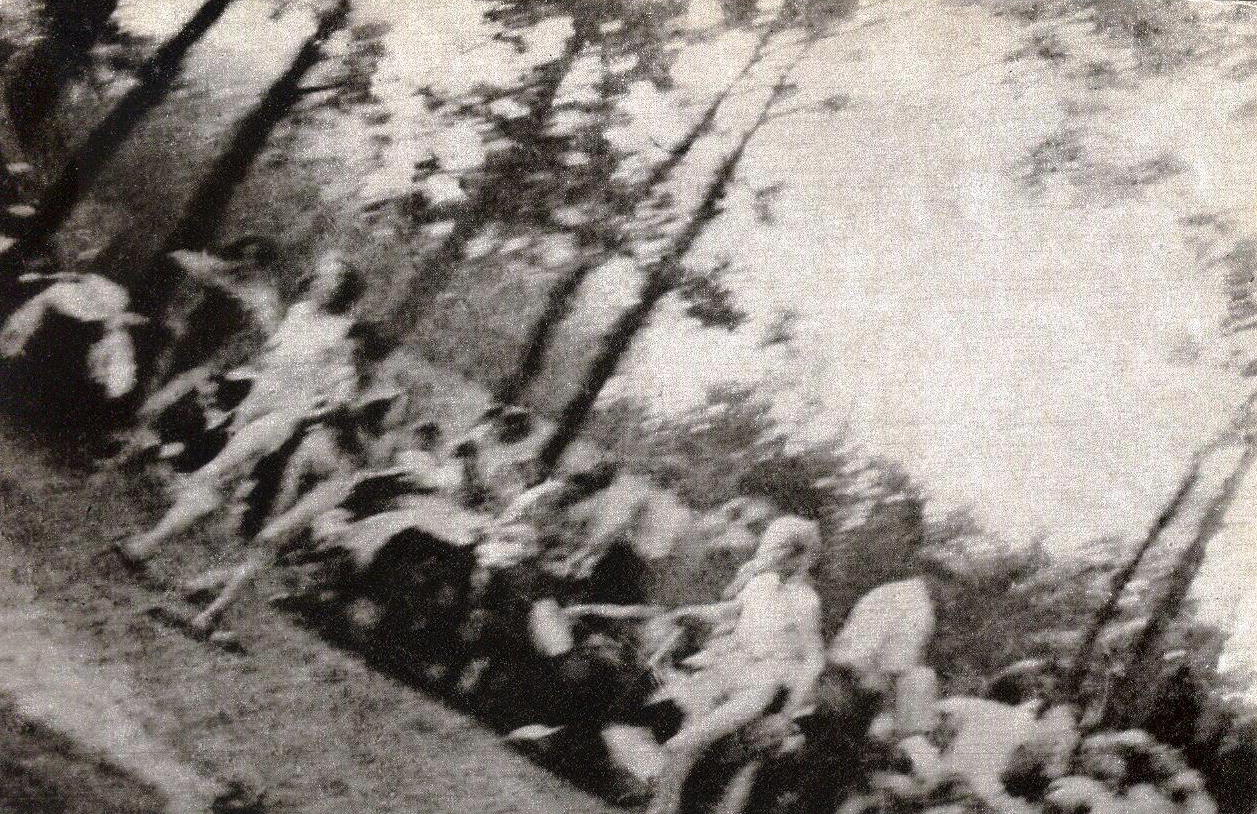
Una de las cuatro fotografías del Sonderkommando tomadas en Auschwitz.

Müller testificó por primera vez durante su recuperación en el hospital. Su declaración se publicó originalmente en checo, pero se reimprimió en el libro de 1966 Die Todesfabrik, escrito por otros dos sobrevivientes del Holocausto, Erich Kulka y Ota Kraus.
Se puso a disposición como testigo en 1947 en el juicio de Auschwitz en Cracovia. Sus declaraciones  contribuyeron significativamente a la condena de los acusados Hans Aumeier y Maximilian Grabner.
Dado de alta de los hospitales en 1953, Müller testificó en los segundos juicios de Auschwitz en Fráncfort (de octubre de 1963 a agosto de 1965) en los días 5 y 8 de octubre de 1964.
Afirmó que, en el verano de 1942, fue trasladado del Sonderkommando del crematorio uno, donde pasó seis semanas, a Monowitz. El subcampo Monowitz, a 7 kilómetros (4,3 mi) del sitio principal de Auschwitz, era un campo de trabajo dirigido por la empresa alemana IG Farben, y no había crematorios allí. Durante el resto de su permanencia en Auschwitz, Müller trabajó principalmente en Birkenau, donde se encontraban los crematorios principales.
Müller brindó también su testimonio en Shoah, un documental francés del director de cine Claude Lanzmann estrenado en 1985.
En 1969, debido a la invasión de Checoslovaquia por el Pacto de Varsovia, abandonó Praga y se instaló en Alemania Occidental. Murió en Mannheim, Baden-Wurtemberg el 9 de noviembre de 2013, a la edad de 91 años.